# Yiánna Terzí
Yiánna Terzí (grec moderne : Γιάννα Τερζή), née le 1er décembre 1980, est une auteur-compositrice-interprète grecque. Elle a représenté la Grèce à l'Eurovision 2018 avec la chanson Óniró mou.

## Jeunesse
Yiánna Terzí est née le 1er décembre 1980 à Thessalonique. Elle est la fille du chanteur grec Paschális Terzís. À l'âge de 20 ans, elle déménage à Athènes afin de poursuivre sa carrière musicale, sortant peu de temps après l'album Gyrna to kleidi en 2006.
La chanteuse s'envole pour les États-Unis quelques années après, travaillant comme chasseuse de talent pour Interscope Records. 

## Carrière

### Concours Eurovision de la chanson 2018
La chanteuse a été annoncée comme faisant partie des vingt artistes sélectionnés pour la sélection nationale grecque avec la chanson Óniró mou le 27 octobre 2017, candidate du label musical Panik Records. Quelques jours plus tard, Yiánna fait officiellement partie des cinq finalistes de la finale nationale du pays. Toutefois, après la disqualification de deux des cinq chansons finalistes en raison des sonorités grecques trop peu présentes, Óniró mou est l'une des trois dernières chansons à encore faire partie de cette sélection nationale.
Il a été déclaré le 15 février 2018 que les labels de deux autres chanteurs encore en lice avaient refusé de verser 20.000€ au télé-diffuseur grec ERT et ont donc été disqualifiés de la compétition, laissant Yiánna Terzí comme seule candidate à la victoire. Elle est donc sélectionnée par la chaîne pour représenter la Grèce à l'Eurovision 2018. 
Bien que considérée comme favorite à la victoire, la chanteuse n'est pas parvenue à se qualifier pour la finale.